# Eldorado (kommun i Brasilien, São Paulo)
Eldorado är en kommun i Brasilien.   Den ligger i delstaten São Paulo, i den södra delen av landet, 1 000 km söder om huvudstaden Brasília. Antalet invånare är 14 645.
Följande samhällen finns i Eldorado:
- Eldorado

I omgivningarna runt Eldorado växer i huvudsak städsegrön lövskog. Runt Eldorado är det mycket glesbefolkat, med 5 invånare per kvadratkilometer.